# Capitolio
El Capitolio Nacional de La Habana és un edifici construït el 1929 a l'Havana a l'estat de Cuba sota la direcció de l'arquitecte Eugenio Raynieri Piedra, com a seu de les dues cambres del Congré, el cos legislatiu de la República de Cuba. Inspirat en el Capitoli dels Estats Units, l'edifici té una façana amb columnes d'estil neoclàssic i una cúpula ateny 91,73 m d'alçada.
Situat al centre la capital del país, entre els carrers Paseo del Prado, Dragones, Industria i San José, és l'origen quilomètric de la xarxa de carreteres cubanes, i després del triomf de la Revolució, quan va ser dissolt el Congrés, va ser transformat en seu del Ministeri de Ciència, Tecnologia i Medi Ambient i de l'Acadèmia de Ciències de Cuba.
Obert al públic, és un dels centres turístics més visitats de la ciutat i és una dels icones arquitectòniques de l'Havana. És l'edifici més imponent de la ciutat.

## Història

### Zona

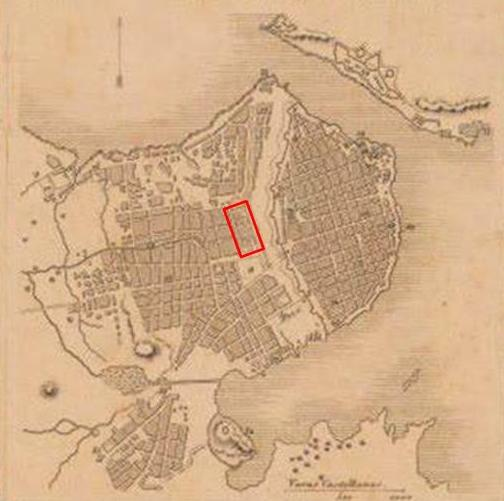
Plànol de l'Havana de 1850. En vermell apareixen emmarcats els terrenys que ocupa en l'actualitat el Capitoli, llavors pertanyents a l'estació ferroviària de Villanueva. Es pot apreciar en el seu front E la muralla enderrocada el 1863.

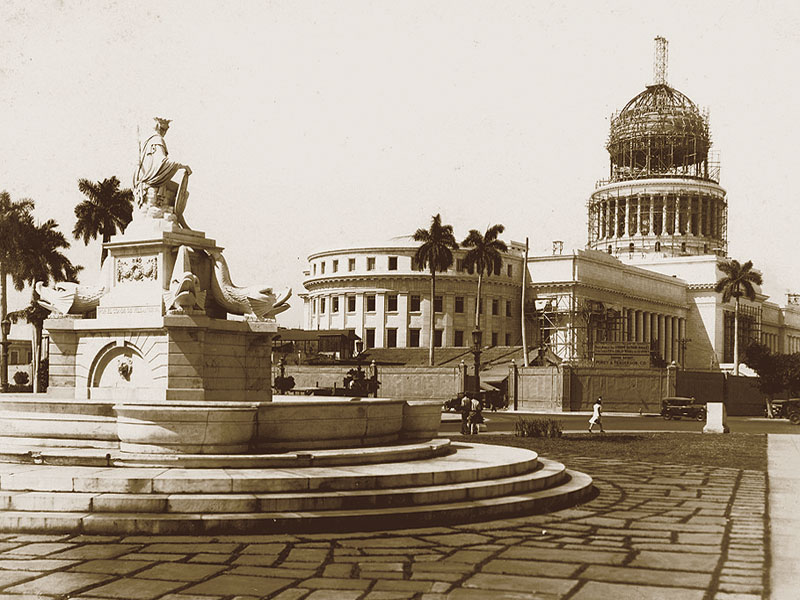
Imatge de la construcció de la cúpula superior, presa c. 1928. En primer terme, la Font de l'Índia o de La Noble Havana, construïda en 1837.

L'origen d'aquesta zona de la ciutat es remunta a la darreria del segle xviii, i és estretament vinculat a la construcció del nou Paseo del Prado, propiciat pels nous espais obtinguts de la demolició de les muralles a partir de 1863. Era un espai obert, amb una rotonda arbrada al centre de la qual hi havia l'estàtua d'Isabel II, que va ser l'antecedent de l'actual Parc Central de l'Havana. A l'entorn es van crear àrees verdes i parcs i, van ser emplaçats establiments de serveis, hotels i teatres que van fer d'aquest barri nou, enfilat entre l'antiga ciutat intramurs i l'eixample, el centre d'esbarjo més important de la capital.
El caràcter de centre urbà adquirit per aquest enclavament cap a la darreria del segle xix, va ser reforçat quan s'hi van incorporar els voltants d'aquest conjunt en les primeres dècades del segle xx, les construccions del Capitolio Nacional i el Palau Presidencial, seu dels poders executiu i legislatiu de la república. El període comprès entre el començament del segle xx i la dècada de 1950 va ser el moment de major esplendor del lloc. S'hi van erigir un grup d'edificis excel·lents que van contribuir a magnificar aquest espai urbà, subjecte també a una sèrie de modificacions al llarg del temps que en van fer una zona paradigmàtica de l'arquitectura i l'urbanisme de la capital.
L'activitat comercial es va desenvolupar notablement en eixos carrers de La Habana Vieja i Centro Habana. El punt de confluència i encreuament va crear el centre de la ciutat.

### Terrenys
La història particular dels terrenys avui ocupats pel Capitoli de l'Havana comença quan un pantà que hi havia, va ser assecat a principi del segle xix per a poder urbanitzar la zona. Com hi havia un abocador d'escombraries al costat de la muralla de terra, s'hi va instal·lar un jardí botànic, el primer en la història de la ciutat, fundat el 30 de maig de 1817. Sota els auspicis de la Societat Econòmica d'Amics del País, el 1834 aquest es va traslladar als terrenys dels Molins del Rei, actual Quinta de los Molinos, a la falda del turó d'Arostegui, on hi ha el Castell del Príncep.
En aquest mateix any va començar s'hi va començar a construir una estació per al ferrocarril que enllaçaria l'Havana amb Güines que va rebre el nom d'Estació de Villanueva, anomenada així en memòria de Claudio Martínez de Pinillos, Comte de Villanueva, Intendent General d'Hisendes i primer president del Consell Directiu del Ferrocarril. El 1817 es va inaugurar el primer tram a Bejucal i un any després va arribar a Güines. El 1839 es va concloure aquesta estació en els terrenys contigus al Campo de Marte. El 1840 la línia ferroviària arribava ja a la localitat de Cárdenas.
El 1910 es van bescanviar els terrenys ocupats per l'Estació de Villanueva (que amb els anys es va quedar massa petit i fora de lloc) amb altres pertanyents a l'antic Arsenal de l'Havana, per a construir-hi la nova estació terminal de ferrocarril i alhora erigir en aquests terrenys el Palau Presidencial. Fiins aleshores el president de la república s'estava a l'edifici del Palacio de los Capitanes Generales a la Plaza de Armas.
Després d'innombrables avatars, d'inicis i paralitzacions que van abastar un llarg període de gairebé quinze anys, el lloc era un gran caos en què convivien les restes de l'edifici abandonat, amb les estructures d'un parc de lleure.

### Projecte

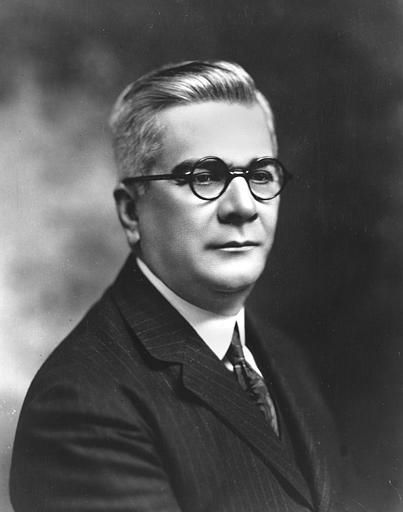
El general Gerardo Machado, artífex del projecte del Capitoli de l'Havana i acusat en el seu moment d'escometre el projecte en una època de gran inestabilitat econòmica.

L'any 1925 el general Gerardo Machado Morales va assumir un primer mandat presidencial amb el propòsit de celebrar a l'Havana el 1928 —any de culminació del seu mandat— la sisena Conferència Internacional Panamericana, en un edifici que romania per construir. Carlos Miguel de Céspedes, el seu secretari d'Obres Públiques, va encarregar a la firma d'arquitectes Govantes i Cabarrocas l'estudi del nou projecte del Capitoli, a partir d'unes bases ja assentades.
Va ser designada una comissió al capdavant de la qual hi havia l'arquitecte Raúl Otero, i varen participar també els membres de l'equip francès que s'estava a l'Havana treballant en un Pla Director per al seu reordenament urbà, dirigit per l'urbanista i paisatgista Jean-Claude Nicolas Forestier, el qual es va incorporar també en els estudis del projecte del Capitoli. Aquests van aportar un conjunt de noves solucions, en les quals hi han molts dels elements exteriors que avui estimem a l'edifici, com la gran escalinata i les lògies laterals de la façana principal. Els arquitectes cubans van dirigir les obres. Otero va ser designat director artístic de l'obra, encarregat de la documentació de plans i els detalls del projecte, i Eugenio Raynieri Piedra va ser nomenat director tècnic a càrrec de l'execució i el pressupost. Més tard, Raynieri també va assumir la part artística del treball.
L'arquitecte José M. Bens Arrate també hi contribuir i hi va introduir modificacions molt importants com la projecció exterior dels cossos laterals dels hemicicles, la segona línia de façana de les lògies i la silueta general de la cúpula. La companyia nord-americana Purdy & Henderson Company va construir l'edifici.
Al projecte del capitoli és impossible assignar-li una autoria exclusiva, molts hi van contribuir.

### Contribucions de Forestier

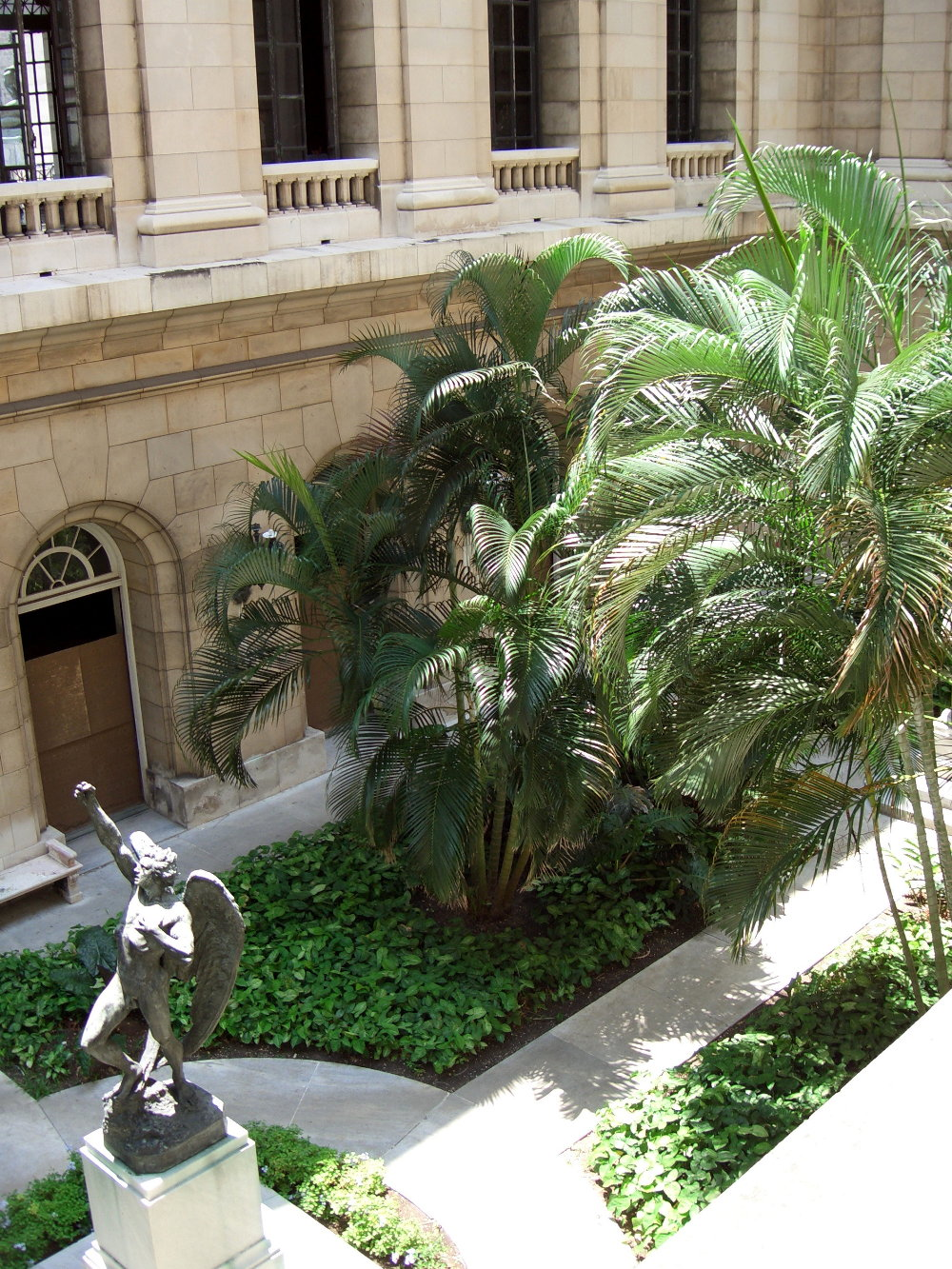
Jardí interior. La influència de les aportacions de Forestier va resultar un important llegat que va marcar el posterior desenvolupament urbanístic de la ciutat de l'Havana.

Per a redigir un pla d'urbanisme, el govern de Gerardo Machado, va contractar els serveis de l'arquitecte, urbanista i paisatgista francès Jean-Claude Nicolas Forestier, qui havia realitzat importants treballs a Espanya, Marroc i Portugal. A més de les seves realitzacions a l'Havana, entre 1925 i 1929, va intervenir en companyia dels seus col·laboradors més propers, Louis Heitzler i Théodore Leveau, per aportar la seva experiència en l'enriquiment del projecte del Capitoli i en particular a tot el que fa referència als parcs i jardins de l'entorn, que servien de marc paisatgístic per al conjunt. El president Gerardo Machado va concebre, amb un gran deliri de grandesa un ambiciós projecte, en el centre de mira del qual hi havia un conjunt d'obres de remodelació que tenien el propòsit de crear un impressionant marc monumental per a la celebració a l'Havana de la Conferència Panamericana el 1928, i de la possible presa de possessió del seu segon mandat, que hauria de ser el 1929.
El motiu central d'aquest pla per a remodelar l'Havana era l'edifici del Capitoli, que albergaria les seus del govern, la Cambra de Representants i el Senat de la República. La proposta de Forestier respectava l'estructura existent de la ciutat colonial i projectava a l'entorn immediat un conjunt de nous espais públics i parcs. Aquesta remodelació va començar amb els parcs de la Plaça de la Fraternitat Americana, als antics terrenys del Campo de Marte, els jardins del Capitoli, el Parc Central, la franja del Paseo del Prado, el conjunt de parcs de la plaça del Palau Presidencial i els de l'Avinguda del Port.
El projecte per als jardins del Capitoli es va concebre com una xarxa de senders florits que corresponien amb els accessos a les diferents façanes de l'edifici, alhora que conjugaven amb les jerarquies de les vies que conformaven el traçat versallesc del disseny. Aquestes senders de terratzo en diferentes colors: blanc, gris i negre, empren una composició amb motius decoratius de línies i elements geomètrics que accentuen direccions. L'estudi de la vegetació, fet a partir del coneixement del paisatgisme i la jardineria de Forestier, es va encaminar a emmarcar la monumentalitat de l'edifici, compaginant l'arquitectura del capitoli amb espècies com Lantana trifolia, Cannaceaes vermelles i grogues, malvesc, i un conjunt de Roystonea regia als quatre angles de l'edifici com a un element típic de la vegetació tropical i símbol de la nacionalitat cubana.
Les aportacions de Forestier són un important llegat que van marcar el posterior desenvolupament urbanístic de la ciutat de l'Havana.

## Estructura

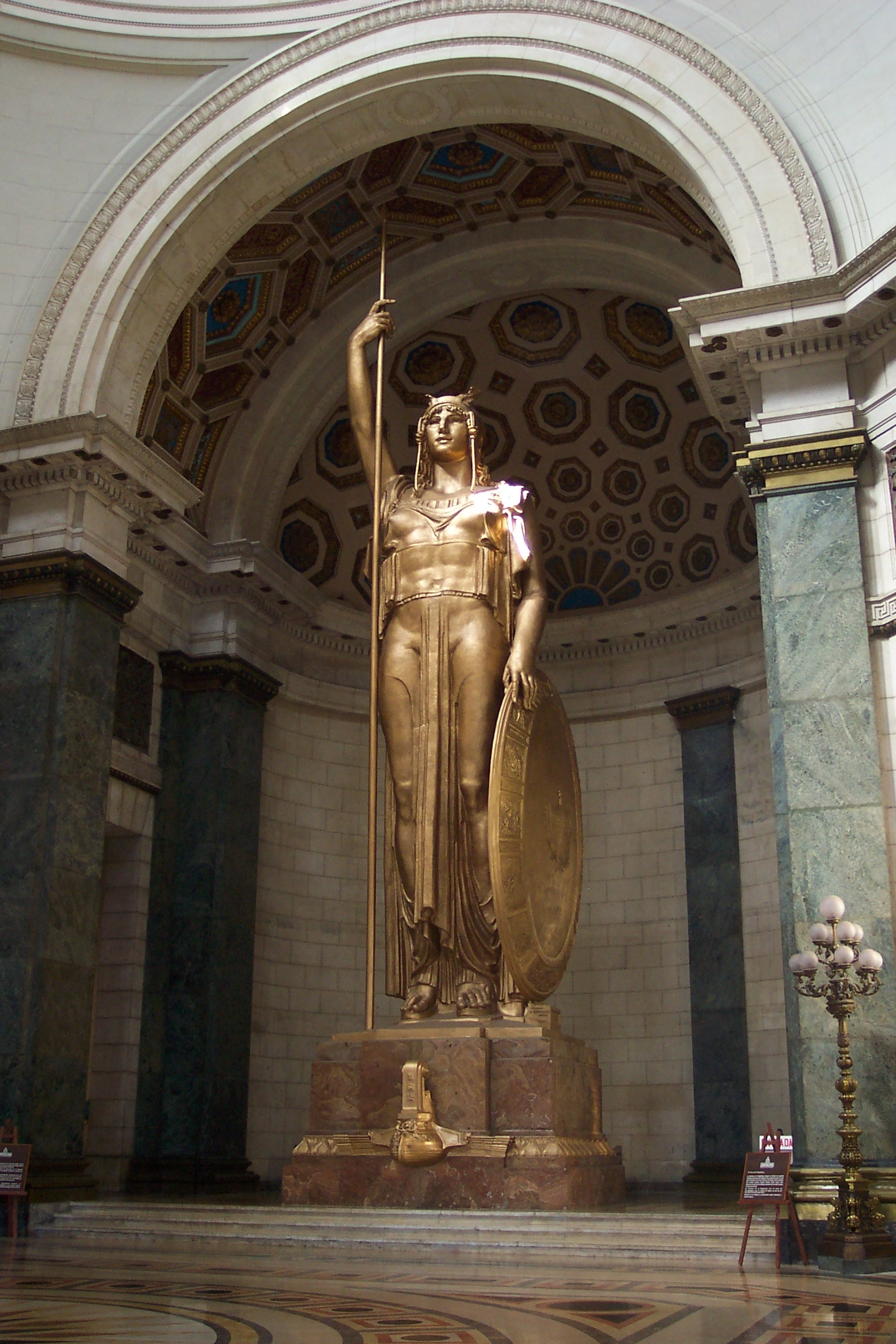
Estàtua de La República.

La construcció va ocupar una àrea total de 43.418 m², dels quals 13.484 corresponen a l'immoble, amb una àrea circumdant de jardins i parcs de 26.391 m². La resta, 3.543 van servir per a ampliar els carrers i llur entorn. L'immoble es va construir a partir d'una estructura metàl·lica encarregada a la companyia nord-americana Purdy & Henderson, que ja havia realitzat mantes obres a la capital. La longitud total de la construcció va ser de 207,44 m. Té una composició arquitectònica i volumètrica estructurada a partir d'un cos central compost per l'escala monumental, de gairebé 36 m d'ample per 28 m de llarg i 55 esglaons interromputs per tres descansos. A banda i banda del desembarcament de la gran escala, s'emplacen dos grups escultòrics fets en bronze per l'artista italià Angelo Zanelli, La Virtut Tutelar del Poble i El Treball, de 6,50 m d'alçada cadascun.
El pòrtic central, de 36 m d'ample i 16 d'alt, és sostingut per dotze columnes jòniques de granit. En aquest espai hi ha les tres portes de l'accés principal a l'edifici, amb 7,70 metres d'alt i 2,35 d'ample, així com un conjunt de baixos relleus de marbre realitzats pel mateix artista italià. La cúpula, d'una alçada de 92 m, va ser en el seu moment la cinquena més alta del món amb un diàmetre de 32 m. Té 16 nervis entre els quals destaquen les bresques recoberts amb làmines d'or de 22 quirats. Remata la cúpula una llanterna amb deu columnes jòniques a l'interior de la qual cinc reflectors giratoris que el 1959 van ser retirats. L'interior d'aquest espai materialitza el simbolisme arquitectònic amb la imponent escultura de La República, tot just sota la cúpula, obra també de Zanelli, feta en bronze, amb 15 m d'alçada i 30 tones de pes, que aleshores també era la segona més grossa del món sota sostre.
Aquest espai constitueix el gran Saló dels Passos Perduts, el més monumental dels espais existents en els edificis públics del país, amb gairebé 50 m de llarg, 14,5 d'ample i gairebé 20 m d'alçada. Serveix de vincle amb les ales laterals de l'edifici, de proporcions molt més baixes, i en els quals predomina l'horitzontalitat respecte al bloc central. S'hi 'albergaven la Cambra de Representants (al nord) i el Senat (sal sud), que són rematats als extrems per les formes corbes corresponents als hemicicles per a reunions, el que es reflecteix en l'arquitectura exterior de les façanes laterals.
Aquests dos blocs s'organitzen en una planta tradicional rectangular al voltant de dos patis centrals de 45 per 15 metres cadascun. Aquests resolen eficaçment la ventilació i il·luminació dels locals dels quatre nivells d'aquests blocs. El sòcol de l'edifici, la gran escalinata monumental principal, el pòrtic central i les escalinates secundàries són de granit. A la resta de l'edifici es va utilitzar pedra de Capellanía, tant per les façanes com a l'interior.
Resulta notable la varietat i riquesa dels materials emprats en aquesta construcció, com les 58 varietats de marbre nacional i d'altres parts del món emprats en els paviments i en els panells escultòrics llaurats, les ferramentes de bronze de portes i finestres, les llums, aplics, canelobres, les pintures murals que decoren els hemicicles (més de vint), les decoracions i motllures de fina execució dels falsos sostres i parets en guix i estuc. També són destacables les fustes precioses, particularment la caoba, per a les portes, finestres, estrades, prestatgeria i altres treballs de talla i ebenisteria, les reixes, els vitralls i lluernes de vidre emplomat, entre d'altres.
Un lloc poc conegut d'aquest edifici és la «Tomba del Mambí Desconegut». És a la part baixa de l'escalinata principal; sota i a banda i banda d'aquesta hi ha dos arcs que condueixen a un passatge cobert amb les entrades a aquest recinte. Conté un sarcòfag envoltat per sis figures de bronze que representen cada una les sis províncies de la república.

## Decoració i mobiliari
Els elements decoratius, el mobiliari, la lluminària, i la ferramenta de la fusteria entre d'altres, tenen un disseny propisi  monogrames particulars. L'empresa Waring & Gilow Ltd rde Londres i especialitzada en decoració i ornamentació tant a interiors com exteriors va executar tota l'ambientació general que constitueix un dels aspectes més destacats de l'interiorisme.

### El diamant

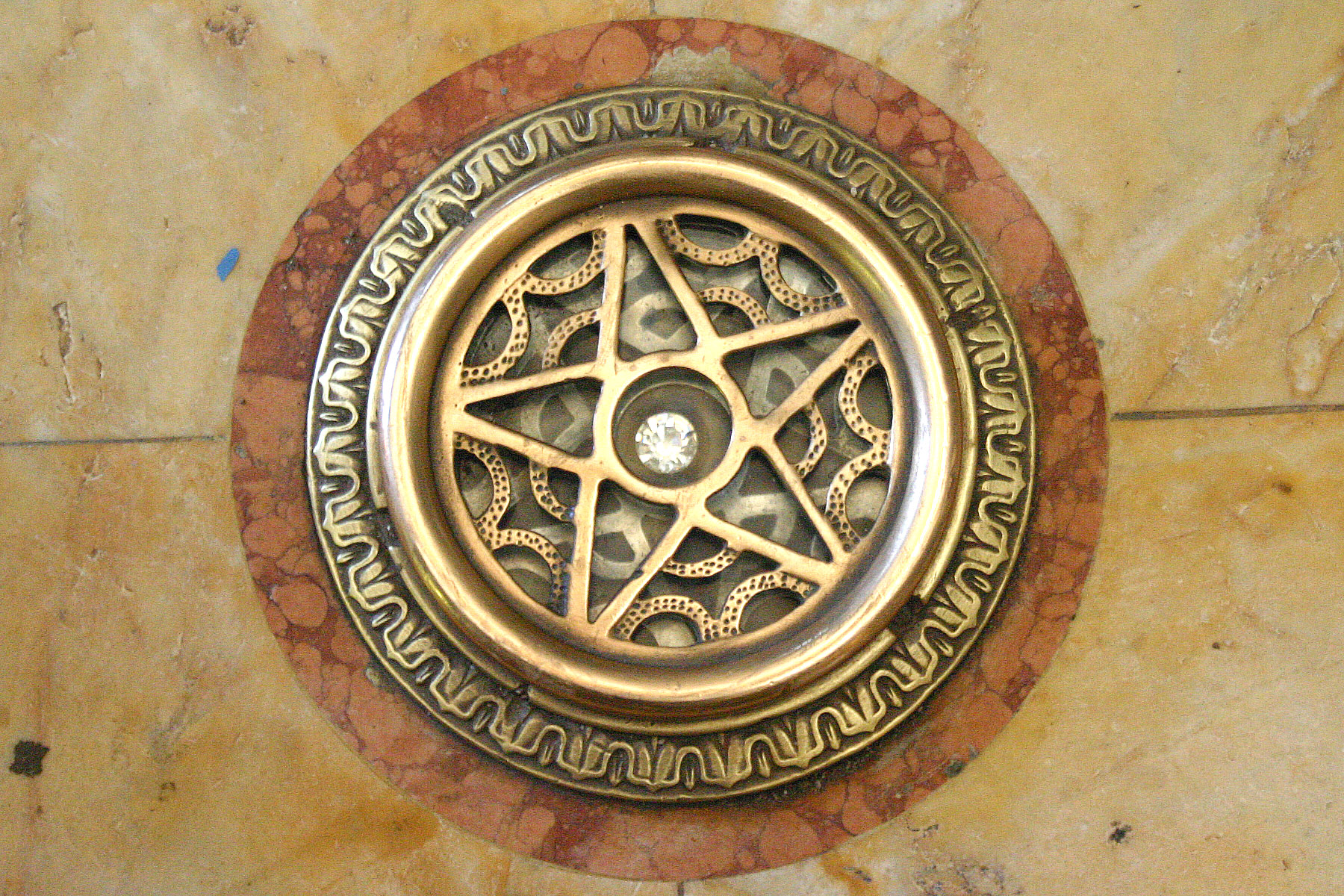
El diamant que marca el km 0 de la xarxa de carreteres cubanes.

L'altre ambiciós projecte plantejat, i que superava l'àmbit de l'Havana, va ser la construcció de la xarxa de carreteres nacionals, el quilòmetre zero va ser marcat simbòlicament per un brillant diamant de 25 quirats col·locat sota la cúpula del Capitoli. El diamant havia pertangut a l'últim tsar de Rússia, Nicolau II, i havia arribat a l'Havana en mans d'un joier turc que l'havia adquirit a París.
Tot i estar protegit per un sòlid cristall tallat i considerat irrompible, el diamant va ser robat el 25 de març de 1946 i recuperat el 2 de juny de l'any següent. Mai es va saber qui ho va robar tot i que la rumoro popular va atribuir el furt a un tinent de la policia especial del Ministeri d'Educació anomenat Abelardo Fernández González.
El 1973 es va substituir el diamant per una rèplica per qüestions de seguretat i es va guardar l'original a la caixa de seguretat del Banc Central de Cuba. No hi ha molta claredat sobre el destí del diamant i, en l'imaginari popular satisfaria un caprici de Fidel Castro o algun col·leccionista estranger. No s'ha permès mai a cap periodista, després d'aquesta data, de veure aquest diamant.

## Utilització

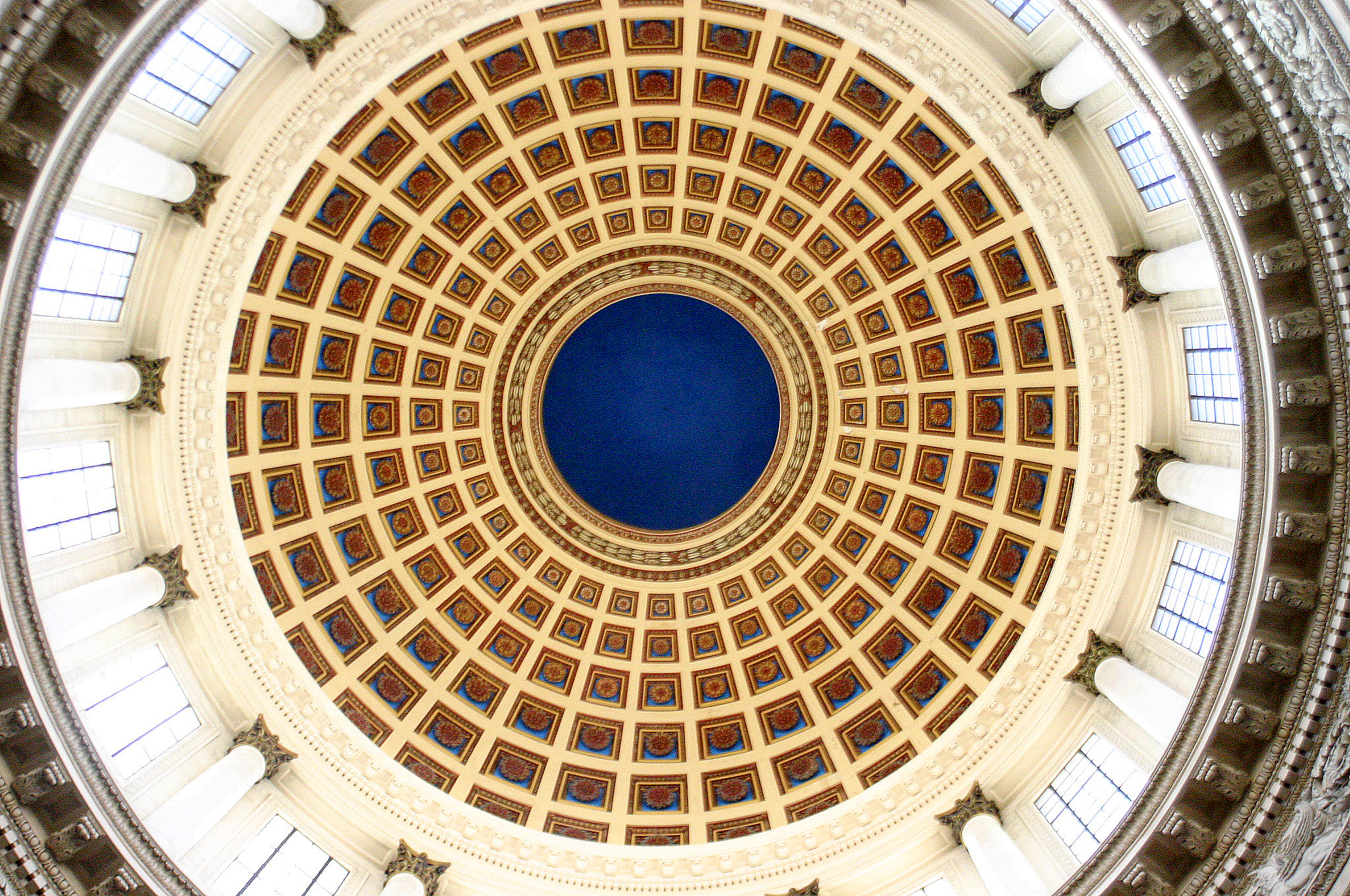
La cúpula, vista des de l'interior de l'edifici.

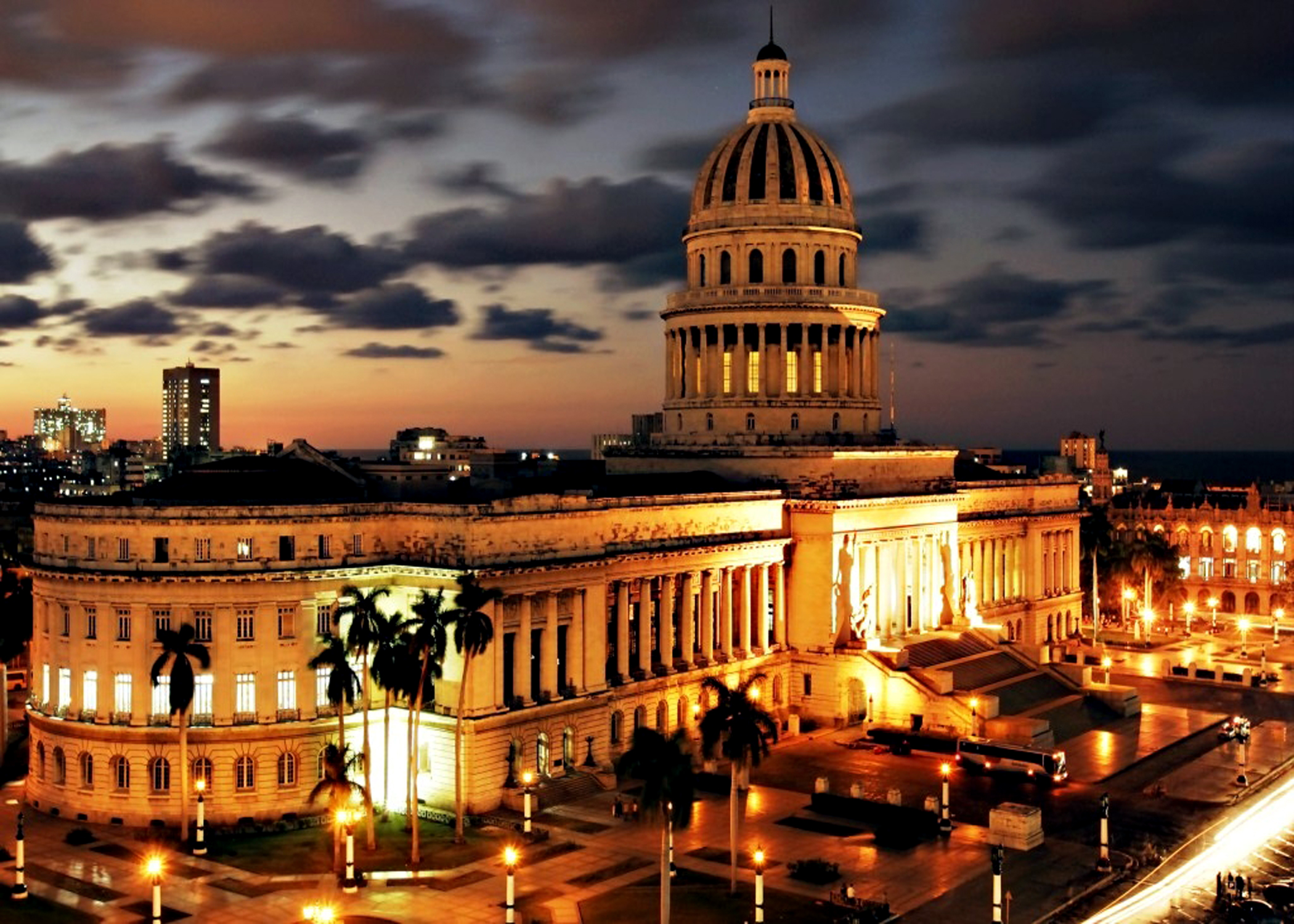
Vista nocturna.

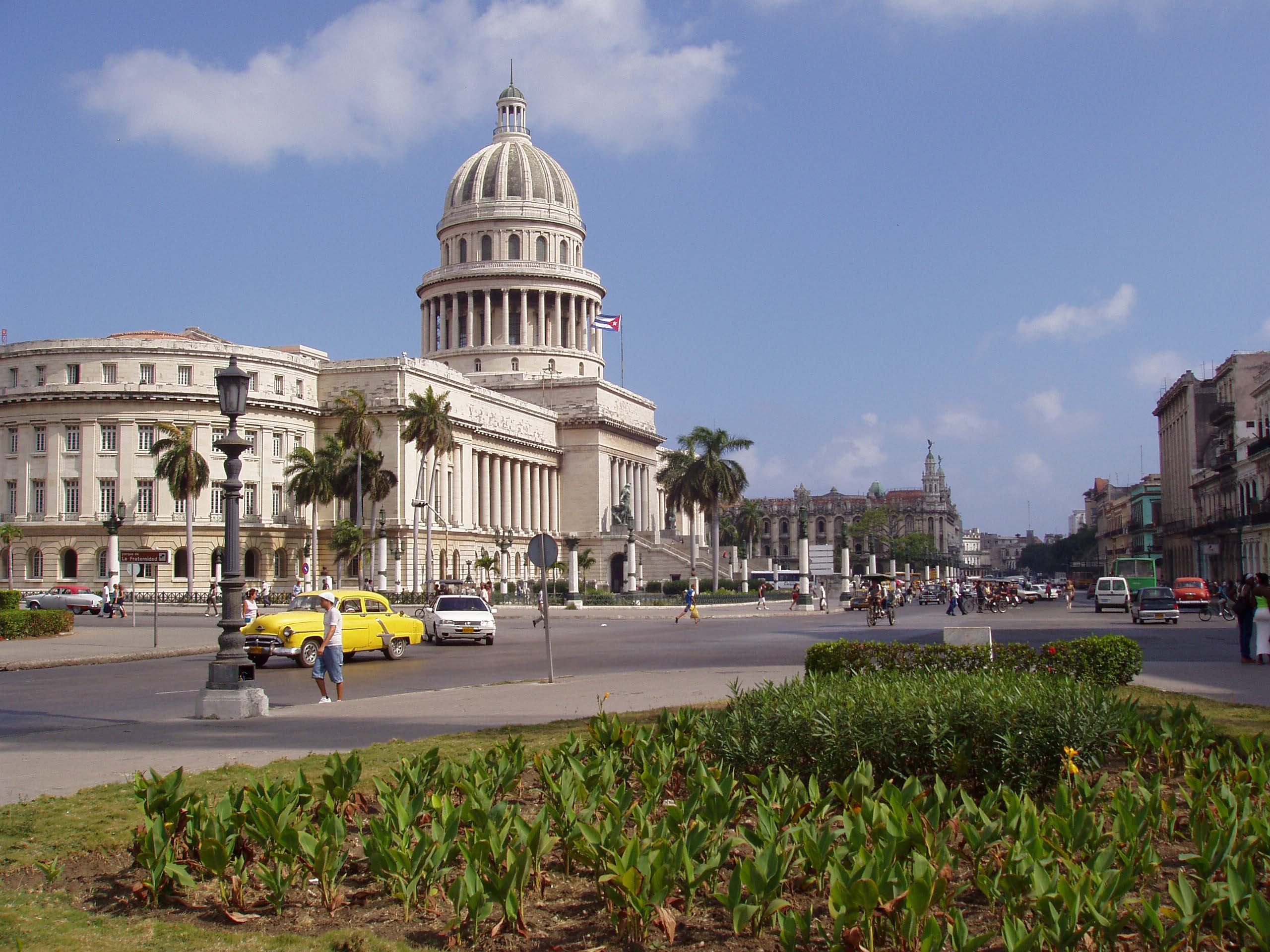
Vista des del Parc de la Fraternitat Americana.

El Capitoli de l'Havana va ser inaugurat el 20 de maig de 1929, Dia de la Independència, i va costar gairebé disset milions de pesos, el que equivalia a la mateixa quantitat de dòlars de l'època. Es va construir en un període de recessió econòmica mundial, que provocaria al següent any el crac del 1929, de manera que el govern de Gerardo Machado va ser acusat de romandre aliè a la realitat social que vivia el país.
Com qualsevol edifici d'aquestes característiques, va canviar de funció segons la situació política i social del país. El Capitoli de l'Havana ocupa el lloc en la història com a seu de l'Assemblea Constituent que el 1940 va promulgar la famosa Constitució de 1940. Més tard, quan va triomfar la Revolució cubana de 1959, el nou govern revolucionari el va transformar en seu de l'Acadèmia de Ciències i del Ministeri de Ciència, Tecnologia i Medi Ambient.
Amb el pas dels anys, les zones més afectades per l'intemperie van ser les zones enjardinades, que són les més deteriorades del conjunt. Els jardins han patit cert deteriorament per mor de la poca inversió estatal de les últimes dècades. L'estructura arquitectònica, per la seva sòlida i resistent construcció, es manté en un bon estat de conservació. En els darrers anys hi ha hagut operacions de restauració.
D'acord amb els nous temps, l'edifici del Capitoli de l'Havana va patir un procés de renovació per a facilitar-ne l'explotació turística. Sovint s'hi programen trobades, exposicions, actes solemnes i activitats relacionades a l'herència històrica i arquitectònica de l'edifici.
El Capitoli Nacional de l'Havana constitueix un dels símbols més notables de la ciutat, equiparable a Castell del Morro, la Catedral de L'Havana i la imatge del perfil arquitectònic del Malecón habanero.